# William Ogilvy, 8. Lord Banff
William Ogilvy, 8. Lord Banff (* nach 1750; † 4. Juni 1803), war ein schottischer Adliger und Offizier.
Er entstammte einer Nebenlinie des Clan Ogilvy. Er war der zweitgeborene Sohn des Alexander Ogilvy, 7. Lord Banff (vor 1727–1771), und der Jean Nisbet (vor 1734–1790). Seit dem Tod seines älteren Bruders Alexander, 1763, führte er als Heir apparent seines Vaters den Höflichkeitstitel Younger of Banff. Beim Tod seines Vaters am 1. September 1771 erbte er dessen Adelstitel als 8. Lord Banff (geschaffen 1642), 8. Baronet, of Forglen (geschaffen 1627) und 3. Baronet, of Forglen (geschaffen 1701).
1773 trat er in die British Army ein und wurde Cornet beim 6th (Inniskilling) Regiment of Dragoons. 1778 wurde er dort zum Lieutenant und 1780 zum Captain befördert. 1794 schied er aus der Armee aus.
Ebenso wie seine drei Brüder, die alle vor ihm starben, blieb er unverheiratet und kinderlos, weshalb der Familienzweig der Ogilvy of Banff bei seinem Tod 1803 im Mannesstamm ausstarb. Damit erloschen seine beiden Baronettitel und sein Lordtitel ruht seither. Letzterer ist nicht erloschen, da er 1771 mit der besonderen Erbregelung verliehen worden, dass er auch an andere männliche Erben als nur die direkten Nachkommen des ersten Lords vererbbar sei, sofern diese Name und Wappen des Clan Ogilvy tragen. Das Vermögen und die Ländereien des 8. Lords, einschließlich des Familiensitzes Forglen House, sowie Inchdrewer Castle, fielen an dessen älteste Schwester Jean, die Sir George Abercromby, 4. Baronet (1750–1831), geheiratet hatte. Deren Nachfahren tragen Name und Wappen des Clan Abercromby, weshalb bislang kein Erbe den Titel Lord Banff rechtswirksam beanspruchen konnte.